# Martell (os)

Anatomia de l'orella humana:
1: Orella externa.
5: Orella mitjana: 4: Timpà, 6: Ossicles: 7: Martell, 8: Enclusa, 9: Estrep. 10: Caixa timpànica.
13: Orella interna.
Altres: 11: Os temporal, 12: Trompa d'Eustaqui.

El martell és un dels tres ossicles de l'orella. Presenta un cap, un coll, un manubri i dues apòfisis, una lateral i una altra anterior. Està connectat amb la membrana timpànica i transmet les vibracions sonores a l'enclusa, mitjançant l'articulació incudomalear. Aquest darrer es comunica alhora amb l'estrep.